# Justyn Orona Madrigal
Justyn Orona Madrigal, (hiszp.) Justino Orona Madrigal (ur. 14 kwietnia 1877 w Atoyac (Jalisco), zm. 1 lipca 1928 Cuquío) – święty Kościoła katolickiego, działający na terenie diecezji guadalajarskiej prezbiter, męczennik, ofiara prześladowań antykatolickich zapoczątkowanych w okresie rewolucji meksykańskiej.

## Życiorys
Pochodził z ubogiej rodziny. Realizując swoje młodzieńcze marzenia w październiku 1894 r. wstąpił do seminarium duchownego w Guadalajarze.
7 sierpnia 1904 r. święceń kapłańskich udzielił mu arcybiskup José de Jesús Ortiz. Justyn Orona Madrigal był założycielem Zgromadzenia Klarysek Najświętszego Serca, pracował w różnych parafiach, a w 1916 r. został administratorem parafii w Cuquío. Od 1926 r. wbrew dekretowi nakazującemu duchownym przeniesienie się do miast pozostał by realizować swój apostolat wśród wiernych w wioskach, gospodarstwach rolnych i na terenie Cuquío. Ukrywany przez parafian został zadenuncjowany i schwytany 1 lipca 1928 r. i rozstrzelany razem wikariuszem Atilano Cruz Alvaradem. Prześladowców przywitał słowami:

Viva Cristo Rey!

Atrybutem świętego męczennika jest palma.
Relikwie spoczęły w świątyni pod wezwaniem św. Filipa w Cuquío.
Po zakończeniu procesu informacyjnego na etapie lokalnej diecezji, który toczył się w latach 1933–1988 w odniesieniu do męczenników okresu prześladowań Kościoła katolickiego w Meksyku, został beatyfikowany 22 listopada 1992 roku w watykańskiej bazylice św. Piotra, a jego kanonizacja na Placu Świętego Piotra, w grupie Krzysztofa Magallanesa Jary i 24 towarzyszy, odbyła się 21 maja 2000 roku. Wyniesienia na ołtarze Kościoła katolickiego dokonał papież Jan Paweł II.
Wspomnienie liturgiczne obchodzone jest w dies natalis (1 lipca).